# 늑대들 (이스라엘 영화)
늑대들(Mi mefahed mezeev hara, Big Bad Wolves)은 2013년에 개봉한 이스라엘의 영화이다.

## 출연

### 주연
- 가이 애들러
- 라이어 애쉬케나지
- 드비르 베네덱

### 조연
- 차히 그라드
- 카이스 나시프
- 메나쉐 노이
- 에이미 웨인버그